# John Barrowman
John Scot Barrowman, MBE (ur. 11 marca 1967 w Glasgow) – szkocko-amerykański aktor, tancerz, piosenkarz i prezenter telewizyjny.

## Życiorys

### Wczesne lata
Jego matka pracowała w sklepie muzycznym, a ojciec pracował dla Caterpillar Inc., korporacji maszyn do robót ziemnych w Uddingston. W 1976 roku, kiedy miał osiem lat ze względu na pracę jego ojca, rodzina przeniosła się do Joliet, w stanie Illinois, gdzie przebywała przez kolejne pięć lat. W 1985 roku ukończył Joliet West High School.

### Kariera
W latach 1983–1985 wystąpił w produkcjach muzycznych takich jak Hello, Dolly!, Oliver!, Camelot, Li’l Abner i Anything Goes. Był też gospodarzem programu The Friday Night Project. Swoją karierę filmową rozpoczął od udziału w historycznym dramacie kryminalnym Briana De Palmy Nietykalni (The Untouchables, 1987) u boku Kevina Costnera i Seana Connery'ego. Następnie pojawił się jako Peter Fairchild w operze mydlanej CBS Central Park West (1995-96).
W 1994 trafił na scenę Broadwayu jako Joe Gillis w musicalu Sunset Boulevard z Glenn Close.
Międzynarodową popularność zdobył rolą Petera Williamsa w serialu NBC Wybrańcy fortuny (Titans, 2000–2001). Zagrał postać kapitana Jacka Harknessa w serialu fantastycznonaukowym BBC Doktor Who (2005–2007) i spin-off Torchwood (2006-2011).
W roku 2007 wydał pierwszą płytę z muzyką popularną Another Side.
Grał też postać 35-letniego Patricka Logana w szóstym sezonie serialu Gotowe na wszystko. W 2008 poprowadził brytyjską wersję teleturnieju Dzieciaki górą!. Od 2012 roku wciela się w rolę Malcolma Merlyna w serialu Arrow.

## Życie prywatne
Barrowman ujawnił, że jest gejem. W 1993 roku podczas realizacji spektaklu Rope w Chichester Festival Theatre poznał swojego partnera architekta Scotta Gilla, z którym 27 grudnia 2006 roku zawarł związek cywilny. Mają wspólny dom w Londynie i w Cardiff. Zostali legalnie małżeństwem 2 lipca 2013 w stanie Kalifornia. Po decyzji Sądu Najwyższego Stanów Zjednoczonych o zaprzeczeniu apelacji o przewrócenie propozycji 8 w Kalifornii w 2008 roku.

## Filmografia

### Filmy fabularne
- 1987: Nietykalni (The Untouchables) jako osoba na ulicy
- 2004: De-Lovely jako Jack

### Seriale TV
- 1995-96: Central Park West jako Peter Fairchild
- 2000–2001: Wybrańcy fortuny (Titans) jako Peter Williams
- 2005: Doktor Who jako kapitan Jack Harkness
- 2007–08: Doktor Who jako kapitan Jack Harkness
- 2008: Hotel Babylon jako Simon
- 2009: Moja rodzinka (My Family) jako lekarz
- 2010: Doktor Who jako kapitan Jack Harkness
- 2006-2011: Torchwood jako kapitan Jack Harkness
- 2010: Gotowe na wszystko (Desperate Housewives) jako Patrick Logan
- 2010: Strictly Come Dancing w roli samego siebie
- 2011: Super Hero Squad jako Stranger (głos)
- 2012: Przekręt (Hustle) jako dr Dean Deville
- 2012: Wróg numer jeden (Zero Dark Thirty) jako Jeremy
- 2013: Skandal (Scandal) jako Fixer
- 2012–2017: Arrow jako Malcolm Merlyn
- 2015-2017: Flash (The Flash) jako Malcolm Merlyn / Cutter Moran
- 2016: Nastoletnia Maria Stuart (Reign) jako Monroe
- 2016-: DC’s Legends of Tomorrow jako Malcolm Merlyn

## Dyskografia

### Płyty musicalowe
- Songs from Grease (1994)
- Godspell (1994), The Fix (1998)
- Hey Mr Producer! (1998)
- The Musicality of Andrew Lloyd Webber (2002)
- Essential Songs of Andrew Lloyd Webber (2002)
- Greatest Songs from the Musicals (2002)
- Loving You (2002)
- Anything Goes (2003)
- Reflections from Broadway (2003)
- Swings Cole Porter (2004)
- De-Lovely (2004)
- The Producers (2004)
- Just So (2006)
- Aspects of Lloyd Webber (2007)